# 北京松山国家级自然保护区
北京松山国家级自然保护区又称小海坨山自然保护区，位于中国北京市延庆区张山营镇境内，北临海坨山，南接佛峪口水库。保护范围为115°43′44″E - 115°50′22″E，40°29′9″N - 40°33′35″N，其中核心区1819公顷（北部核心区1365.1公顷，西南部核心区453.9公顷），实验区1578公顷，缓冲区1263公顷，是森林和野生动物类型自然保护区。

## 生态环境
该保护区内自然环境比较复杂，植被茂密，适宜野生动物繁衍。目前，保护区内记录到脊椎动物68科216种及亚种，其中兽类15科29种，鸟类44科158种及亚种，爬行类5科15种，两栖类2科2种，鱼类2科12种。国家一级保护动物有金钱豹、金雕、白肩雕、黑鹳；此外，还有多达540种昆虫。植被方面，保护区的主要保护对象为天然油松林与落叶阔叶次生林。

松山国家级自然保护区中的部分珍稀动植物
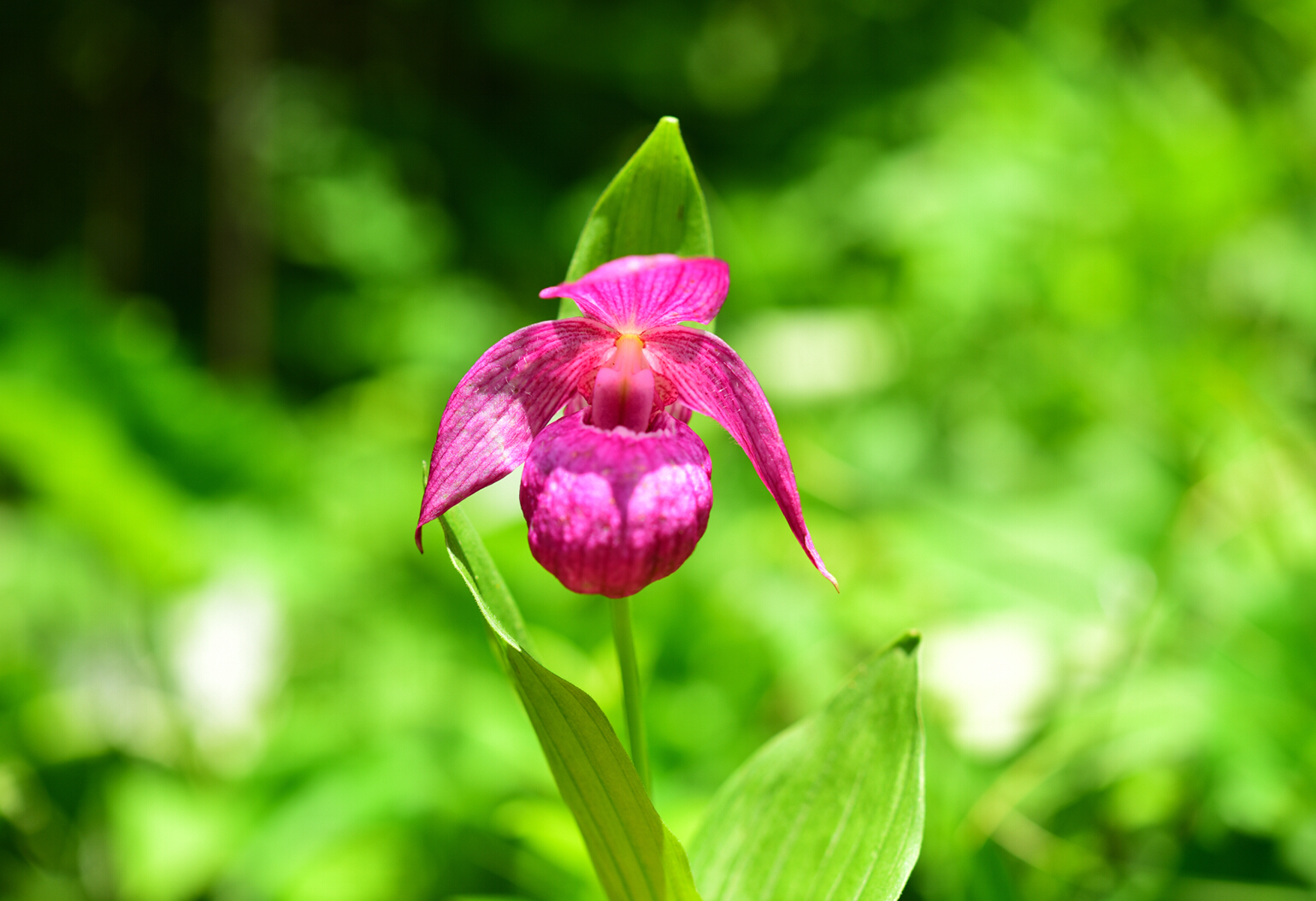
大花杓兰(Cypripedium_macrantho)
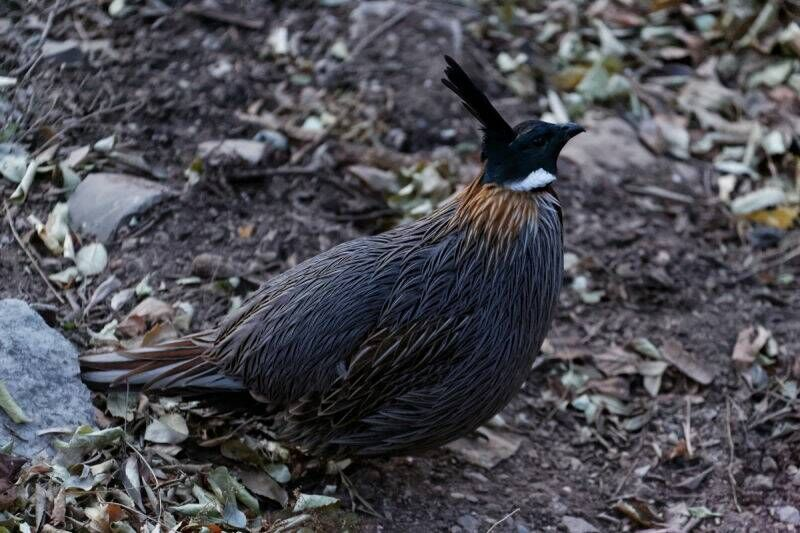
勺鸡(Pucrasia macrolopha)
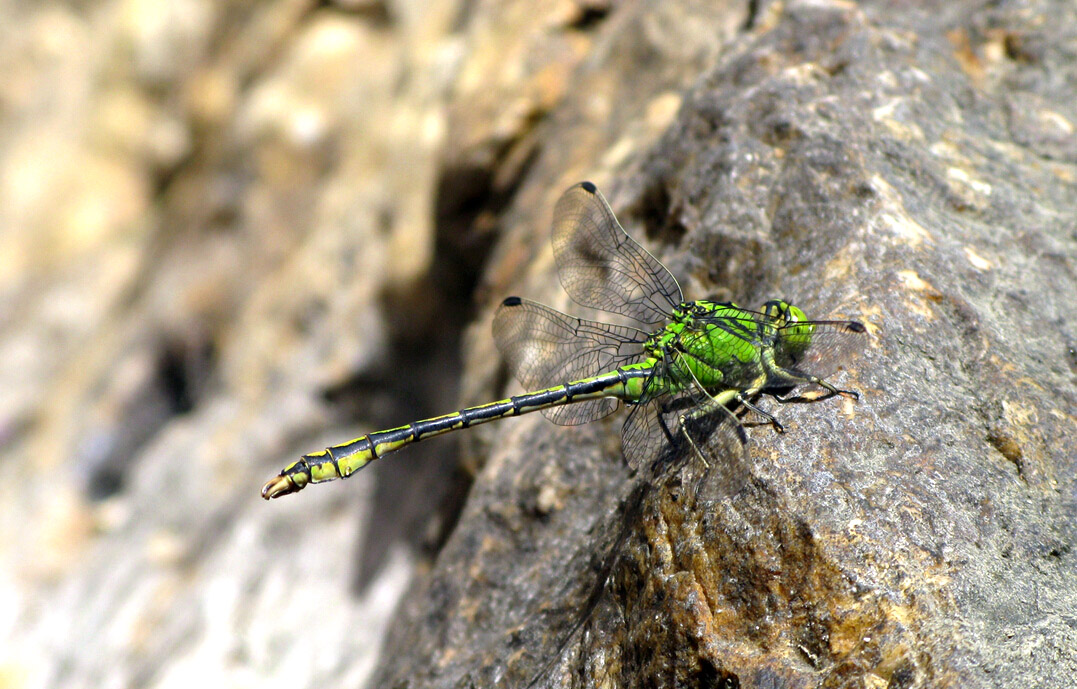
棘角蛇纹春蜓（Ophiogomphus spinicorne）

## 旅游
自然保护区的自然区域对外开放，可提供在国家法律、法规允许的范围内开展科学试验、教学实习、参观考察、旅游、野生动植驯养繁殖及其它资源的合理利用等。。开放季节为每年的4月到10月。

## 争议

### 2022北京冬奥会场馆环境影响
2022年冬季奥林匹克运动会的高山滑雪和雪橇场馆选址在北京市延庆区境内的小海坨山，位于松山自然保护区的核心区域。此举引发中国生态学者和环境保护人士的担忧和批评，他们质疑这一选址是否得当，认为在自然保护区的核心区域建设比赛场馆会严重破坏该自然保护区的生态环境。对此，延庆县副县长回应称，松山自然保护区的范围已经做出调整，新建比赛场馆的选址位于调整后的保护区范围之外。调整后保护区面积扩大31%，保护区重点保护的天然油松林仍位于调整后的保护区“核心区”内，植被类型由20个增至29个，野生植物种类增加2属8种，生物资源更丰富，生态系统更完整，所以保护价值“有所提高”。
然而环境保护人士认为这一调整并不符合中国的自然保护区相关法律规定，且政府是将原自然保护区的“核心区域”划出保护区范围，对整个保护区有害无益。他们指出，虽然松山自然保护区的生态地位并非无可替代，但是对政府的做法表示担忧，认为这一举动将对未来中国的环境保护造成不良影响。他们还指出，在本届冬季奥运会的协办城市张家口市有其他符合条件的已开发山区，若将场馆建设在这些已经开发的山区，将不会对自然环境造成进一步破坏。
值得注意的是，2010年，专家曾建议将松山自然保护区和玉渡山自然保护区合并并扩建为1.6万多公顷的自然保护区（新增1.2万多公顷）。受冬奥影响现松山保护区与原扩建计划相比有所缩水。